# Aida Nuño Palacio
Aida Nuño Palacio, née le 24 novembre 1983 à Hevia (Espagne), est une coureuse cycliste espagnole. Elle est spécialiste du cyclo-cross. Elle fait partie de l'équipe MMR CX Team dans cette discipline.

## Palmarès en cyclo-cross
- 2001-2002
  -  Championne d'Espagne de cyclo-cross
- 2002-2003
  -  Championne d'Espagne de cyclo-cross
- 2010-2011
  -  Championne d'Espagne de cyclo-cross
- 2013-2014
  -  Championne d'Espagne de cyclo-cross
- 2015-2016
  -  Championne d'Espagne de cyclo-cross
  - Gran Premi Les Franqueses del Valles, Les Franqueses del Vallès
  - Cyclo-Cross Internacional Ciudad de Valencia, Valence
- 2016-2017
  - Ziklo Kross Laudio, Laudio
  - Trofeo Ayuntamiento de Muskiz, Muskiz
  - Cyclo-cross de Karrantza, Karrantza
  - Gran Premi Les Franqueses del Valles, Les Franqueses del Vallès
  - Ciclocros Joan Soler, Manlleu
  - Trofeo San Andres de Ciclo-cross, Ametzaga
  - Asteasuko Ziklo-krosa, Asteasu
  - Basqueland Zkrosa, Elorrio
  - XL Ziklo Kross Igorre, Igorre
- 2017-2018
  -  Championne d'Espagne de cyclo-cross
  - Ziklo Kross Laudio, Llodio
  - Trofeo San Andres de Ciclo-cross, Ametzaga de Zuia
  - Ciclocrosse Internacional de Valongo, Valongo
- 2018-2019
  -  Championne d'Espagne de cyclo-cross
  - Qiansen trophy Aohan Station, Aohan County
  - Ziklokross Laudio, Llodio
  - Elorrioko Basqueland Ziklokrosa, Elorrio
  - Ciclocross Manlleu, Manlleu
  - Gran Premi Internacional ciutat de Vic, Vic
  - Ciclo-cross Ciudad de Xativa, Xativa
- 2019-2020
  - Classement général de la Coupe d'Espagne de cyclo-cross
    - Coupe d'Espagne #3, Karrantza
    - Coupe d'Espagne #4, Alcobendas
- 2020-2021
  - 2e du championnat d'Espagne de cyclo-cross
  - 2e de la Coupe d'Espagne de cyclo-cross
- 2021-2022
  - Trofeo Internacional Las Mestas, Gijón
  - Classement général de la Coupe d'Espagne de cyclo-cross
    - Coupe d'Espagne #5, Tarancón

  - 2e du championnat d'Espagne de cyclo-cross